# Jonas Bager
Jonas Bager (Hadsten, 18 juli 1996) is een Deens voetballer die sinds 2022 uitkomt voor Sporting Charleroi. Bager is een centrale verdediger.

## Carrière

### Randers FC
Bager is een jeugdproduct van Randers FC. Op 7 maart 2014 mocht hij tijdens de competitiewedstrijd tegen FC Vestsjælland voor het eerst op de bank plaatsnemen tijdens een officiële wedstrijd van het A-elftal, maar zijn eigenlijke debuut maakte hij pas op 9 juli 2015 in de Europa League-voorrondewedstrijd tegen het Andorrese UE Sant Julià. Later in het seizoen maakte hij ook in de Deense Superliga zijn debuut, op 28 november 2015 tegen FC Nordsjælland. 
Hij werd officieel gepromoveerd naar vaste waarde in het eerste elftal in oktober 2015, waarbij zijn contract in september 2016 werd verlengd tot 2020.

### Union Sint-Gillis
In mei 2019 maakte hij de overstap naar de Belgische tweedeklasser Union Sint-Gillis, waar hij een contract voor drie jaar tekende met optie op een vierde. Hij maakte op 10 augustus 2019 zijn debuut tegen Virton. In zijn eerste seizoen bij Union was hij vooral een wisselspeler, goed voor in totaal 8 wedstrijden. 
In zijn tweede seizoen speelde hij vaker, en scoorde hij zijn eerste doelpunt voor de club op 25 oktober 2020 bij een 6-0 overwinning tegen Club NXT. Hij stond in totaal 22 wedstrijden op het veld waarin hij 2 doelpunten scoorde (beiden tegen Club NXT) en met Union promoveerde naar de Jupiler Pro League.
In die Jupiler Pro League maakte Bager zijn debuut met een basisplaats tegen Anderlecht.

### Sporting Charleroi
Bager verhuisde naar Sporting Charleroi in 13 juli 2022, waar hij een contract tekende voor twee jaar met een optie voor twee extra seizoenen. Hij maakte zijn competitieduel voor Charleroi op de eerste speeldag op 23 juli.

## Internationale loopbaan
Bager vertegenwoordigde Denemarken bij de nationale jeugdploegen van U16 tot U21. 

## Clubstatistieken
| Seizoen         | Club               | Land                | Competitie         | Competitie | Competitie | Beker | Beker | Supercup | Supercup | Europees | Europees | Totaal | Totaal |
| Seizoen         | Club               | Land                | Competitie         | Wed.       | Dlp.       | Wed.  | Dlp.  | Wed.     | Dlp.     | Wed.     | Dlp.     | Wed.   | Dlp.   |
| --------------- | ------------------ | ------------------- | ------------------ | ---------- | ---------- | ----- | ----- | -------- | -------- | -------- | -------- | ------ | ------ |
| 2015/16         | Randers FC         | Vlag van Denemarken | Superligaen        | 3          | 0          | 1     | 0     | —        | —        | 1        | 0        | 5      | 0      |
| 2016/17         | Randers FC         | Vlag van Denemarken | Superligaen        | 25         | 0          | 2     | 0     | —        | —        | —        | —        | 27     | 0      |
| 2017/18         | Randers FC         | Vlag van Denemarken | Superligaen        | 23         | 1          | 1     | 0     | —        | —        | —        | —        | 25     | 1      |
| 2018/19         | Randers FC         | Vlag van Denemarken | Superligaen        | 35         | 1          | 0     | 0     | —        | —        | —        | —        | 36     | 1      |
| 2019/20         | Union Sint-Gillis  | Vlag van België     | Eerste klasse B    | 6          | 0          | 2     | 0     | —        | —        | —        | —        | 8      | 0      |
| 2020/21         | Union Sint-Gillis  | Vlag van België     | Eerste klasse B    | 20         | 2          | 2     | 0     | —        | —        | —        | —        | 22     | 2      |
| 2021/22         | Union Sint-Gillis  | Vlag van België     | Jupiler Pro League | 31         | 0          | 2     | 0     | —        | —        | —        | —        | 33     | 0      |
| 2022/23         | Sporting Charleroi | Vlag van België     | Jupiler Pro League | 13         | 0          | 0     | 0     | —        | —        | —        | —        | 13     | 0      |
| Carrière totaal | Carrière totaal    | Carrière totaal     | Carrière totaal    | 112        | 3          | 12    | 0     | 0        | 0        | 1        | 0        | 125    | 4      |

 Bijgewerkt t/m 26 december 2022.

## Palmares
| Kampioen Eerste Klasse B | 1x | 2020/2021 |